# Sanpa
Pour les articles homonymes, voir Sampa (homonymie).
Sanpa ou Sampa est une petite ville du Togo située dans la préfecture de Bassar, dans la région de la Kara

## Géographie
Sanpa est situé à environ 39 km de Kara.

## Vie économique
- Coopérative paysanne

## Lieux publics
- École primaire
- Infirmerie